# Liste des tramways sur pneumatiques
La liste des tramways sur pneus, concerne les réseaux de tramways sur pneumatiques réalisés, en constructions ou en projets dans le monde. À ce jour, deux technologies cohabitent : Translohr de Lohr Industrie et le TVR de Bombardier Transport. Ce dernier n'est cependant plus commercialisé à la suite des déboires techniques qu'il a connus.

## Colombie
Liste des tramways sur pneus en Colombie :
- Tramway de Medellín, technologie Translohr, mis en service en 2016[1]

## Chine
Liste des tramways sur pneus en Chine :
- Réseau de la zone de développement économique de Tianjin, technologie Translohr[2].
- Tramway de Shanghai, technologie Translohr, mis en service en 2010 et arrêté le 31 mai 2023[3].
- ligne 1 de Pingshan Yunba (zh)

## France
Liste des tramways sur pneus en France :
- Caen, technologie TVR, mis en service en 2002 et arrêté le 31 décembre 2017. Il est remplacé par un tramway fer depuis le 28 juillet 2019 ;
- Clermont-Ferrand, technologie Translohr, mis en service en 2006 ;
- Nancy, technologie TVR, mis en service en 2000 et arrêté début 2023[4]. Il sera remplacé par un trolleybus en septembre 2024[4] ;
- Île-de-France, ligne T5, technologie Translohr, mis en service en 2013 ;
- Île-de-France, ligne T6, technologie Translohr, mis en service en 2014.

## Italie
Liste des tramways sur pneus en Italie :
- Padoue, technologie Translohr, mis en service en 2007 ;
- Mestre & Venise, technologie Translohr, mis en service en 2010 ;
- Latina, technologie Translohr, abandonnée après construction d’une partie des véhicules aujourd’hui utilisés à Padoue;
- L’Aquila, technologie Translohr, abandonnée après construction d’une partie de la ligne.